# 579
579(오백칠십구)는 578보다 크고 580보다 작은 자연수다.

## 수학
- 합성수로, 그 약수는 1, 3, 193, 579다. 진약수의 합은 197이므로, 579는 부족수다.
  - 180번째 반소수다. 앞의 반소수는 573, 다음 반소수는 581이다.
- {\displaystyle 579=7^{2}+13^{2}+19^{2}=11^{2}+13^{2}+17^{2}}
  - 공차가 6인 세 자연수인 7, 13, 19의 제곱합으로 나타낼 수 있는 수다. 이 성질을 지닌 앞의 수는 504, 다음 수는 660이다.
  - 연속하는 세 소수(素數)인 11, 13, 17의 제곱합으로 나타낼 수 있는 수다. 이 성질을 지닌 앞의 수는 339, 다음 수는 819다.
- {\displaystyle 85^{6}-1}은 579로 나누어떨어진다.

## 과학
- NGC 579(독일어판, 프랑스어판): 삼각형자리 방향에 있는 나선은하
- 579 시도니아(영어판): 소행성.

## 교통

### 항공
- 유테이르 항공 579편 화재 사고(영어판)

### 도로
- 현도 제579호선

## 군사
- U-579(영어판, 독일어판): 제2차 세계 대전에 사용된 나치 독일의 군용 잠수함.

## 문화유산
- 대한민국의 보물 제579호: 괴산 외사리 승탑

## 기타
- 연도: 579년, 기원전 579년